# Герб Верхньорогачицького району
Герб Верхньорогачицького району — офіційний символ Верхньорогачицького району, затверджений рішенням №88 сесії районної ради.

## Опис
Щит, скошений зліва лазуровим і срібним. В центрі золоте сонце, супроводжуване в правому верхньому кутку трьома золотими чотирипроменевими зірками, в лівому трьома золотими деревами. Щит облямований золотим картушем і увінчаний срібною короною.